# 195405 Lentyler
195405 Lentyler este o planetă minoră (asteroid) din centura de asteroizi. A fost descoperită pe 6 aprilie 2002 la Observatorio de Cerro Tololo⁠(d) de Marc Buie⁠(d). 
Obiectul prezintă o orbită caracterizată de o semiaxă mare de 2,5381710208829 UAi, o excentricitate de 0,17, o înclinație de 10,5 ° în raport cu ecliptica.